# 刘公德行牌坊
刘公德行牌坊 位于中国山西省襄汾县景毛乡南高村，是咸丰元年（1851年）全村人为纪念富商刘笃敬祖父刘体正（字守一，诰赠通议大夫）的德行而立。
德行坊南北两边各有一副对联：“润叶流根泽绵奕禩，浑金璞玉品卓乡闾”和“履吉谦尊表厥宅里，戴仁抱义树之风声”。
乐善好施坊也是为了纪念刘体正，有两副对联：“勒石敢忘宣主德，授衣衹为播皇仁”以及“衣被苍生有襦有袴，辉煌紫诰如綍如纶”。
1984年，刘公德行牌坊列为第一批襄汾县文物保护单位。